# Nådendals landskommun

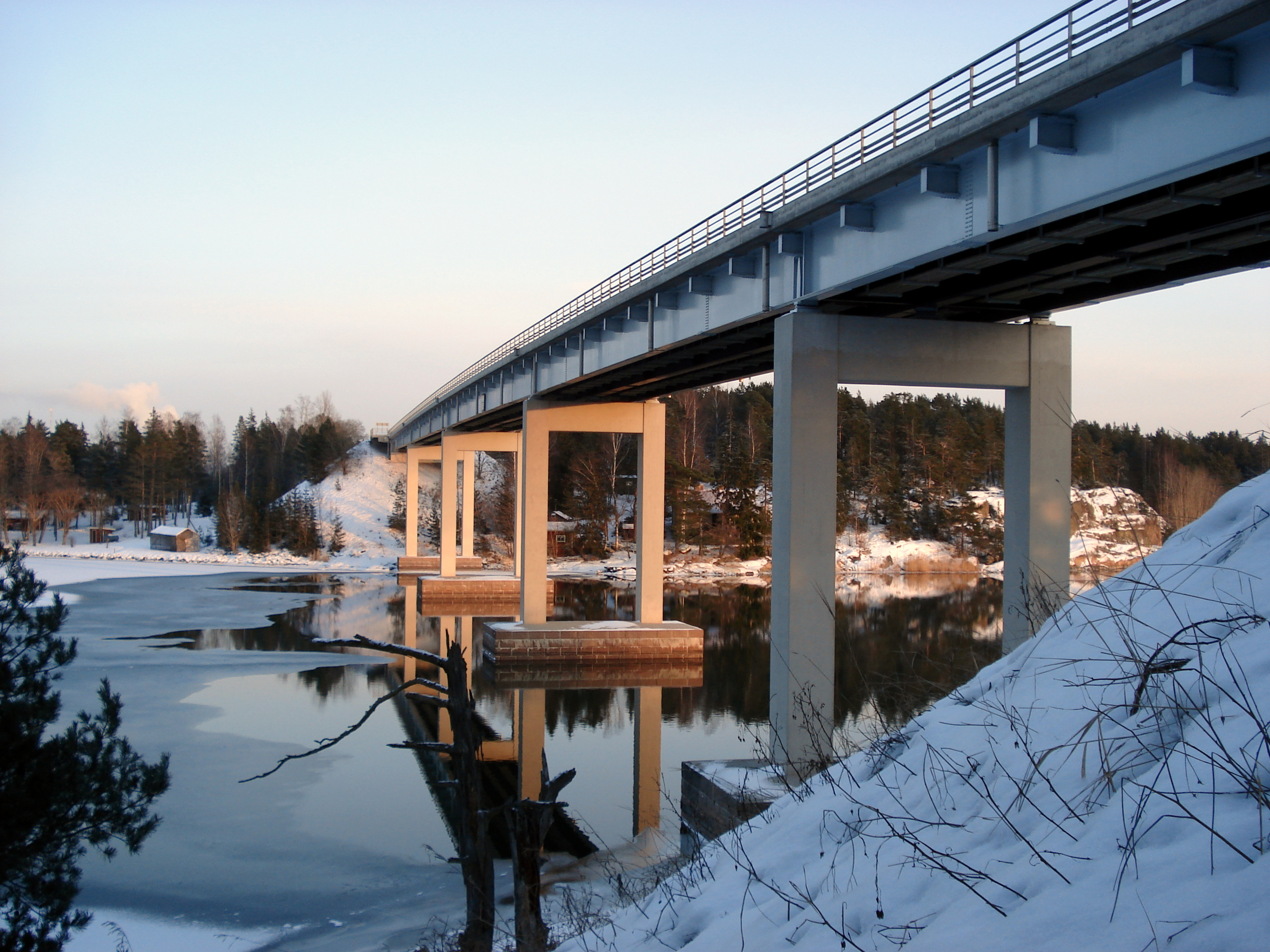
Särkänsalmibron öppnades officiellt den 14 juli 1970.

Nådendals landskommun (finska: Naantalin maalaiskunta) är en före detta kommun i landskapet Egentliga Finland i Västra Finlands län. Finlands presidents sommarresidens Gullranda ligger på Luonnonmaa i före detta Nådendals landskommun, vilken har sedan 1 januari 1964 varit en del av Nådendals stad.
Nådendals landskommuns grannkommuner var Nådendals stad, Masko, Merimasku, Reso, Rimito och Åbo.

## Geografi
Nådendals landskommuns yta var 49,6 km². I slutet av 1908 fanns det 984 människor i kommunen med en befolkningstäthet av 19,8 invånare/km². Antalet invånare ökade senare och år 1964 fanns det 3 139 invånare i kommunen med en befolkningstäthet av 68,45 invånare/km² 

### Byar
Ajonpää, Asikko, Gullranda (finska: Kultaranta), Haijainen, Herttula, Immanen, Inttilä, Isokylä, Jaakkola, Kaivola, Karvetti, Keitilä, Kirstilä, Kuivalahti, Kunnainen, Kuostano, Käkölä, Ladvo, Ekstensholm (finska: Lapila), Latonpää, Lemsjöholm (finska: Lempisaari), Lietsala, Luikkio, Luolala, Löytäne, Metsä-Jukola, Miekkula, Nuhjala, Porhonkallio, Pyöli, Ruona, Ruuhimäki, Saksila, Sammalkallio, Soikallio, Soininen, Taimo, Tammisto, Tupavuori, Vadjo, Viiala, Villa och Vähäkallio.